# Discovery Island

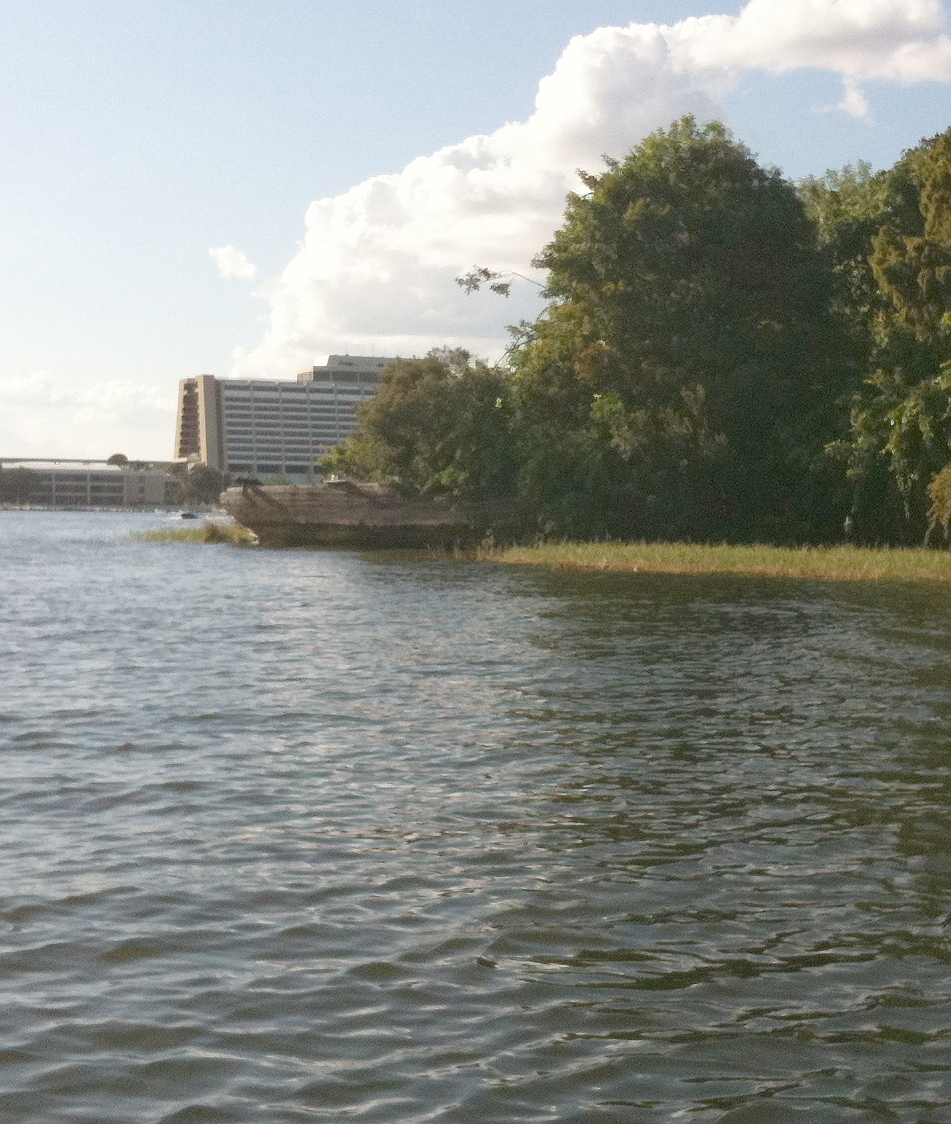
„Wrack der Walrus“

Discovery Island ist eine 4,7 Hektar große Insel im Bay Lake, Orange County, Florida, die zum Walt Disney World Resort gehört. Nach der Übernahme durch Disney wurde die Insel mit etwa 42.000 m³ Erdreich vergrößert, um ihr mehr Fläche und Terrain zu verschaffen. Die Insel wurde ursprünglich als Treasure Island am 8. April 1974 eröffnet, inspiriert vom Disney-Piratenfilm Treasure Island aus den 1950er Jahren, und präsentierte als thematisches Highlight ein gestrandetes Schiff an der Küste.
1977 änderte man den Namen zu Discovery Island und machte sie zu einer 11,5 Hektar großen Naturreservat-Attraktion, die eine Vielzahl exotischer Tier- und Vogelarten beherbergte. Die Insel war bis zum 8. April 1999 für die Öffentlichkeit zugänglich. Bereits vor der Übernahme durch Disney war sie die einzige natürliche der fünf Inseln rund um das Magic Kingdom, mit einer Geschichte, die bis in die 1880er Jahre zurückreicht. Damals war sie im Besitz von Henry B. Plant, einem Eisenbahnunternehmer in Florida. 1887 wechselte die Insel in den Besitz von Charles Lackey, und später übernahmen unter anderem Peter Keen und Joel Riles die Eigentumsrechte, sodass die Insel über lange Zeit als Riles Island bekannt war. Riles versuchte sie 1917 an Jim Geer zu verkaufen, der sie 1919 schließlich zusammen mit seiner Frau Susan erwarb.
Während ihrer Betriebszeit war Discovery Island berühmt für eine der größten begehbaren Volieren der Welt und ihre riesigen Schildkröten. Nach der Schließung verlegte Disney den Fokus auf Disney's Animal Kingdom, wo ein zentraler Bereich ebenfalls den Namen Discovery Island erhielt – als Hommage an die ursprüngliche Inselattraktion.
Die Insel ist umgeben von Disney's Contemporary Resort, Disney's Wilderness Lodge und Disney's Fort Wilderness Resort und ist von verschiedenen Wasserfahrzeugen auf dem See aus weiterhin sichtbar. Jedoch ist der Zugang zur Insel streng verboten, und sie ist seit ihrer Schließung in Bay Lake verlassen. Heute steht die Insel als eine Art Zeitkapsel mit überwucherten Ruinen und zeigt die verblasste Schönheit der Natur. Sie hat in den letzten Jahren das Interesse von Urban Explorers geweckt, die die verlassenen Strukturen und die eindrucksvolle Natur dokumentieren.